# Verel-de-Montbel
Verel-de-Montbel ist eine französische Gemeinde mit 339 Einwohnern (Stand 1. Januar 2022) im Département Savoie in der Region Auvergne-Rhône-Alpes. Sie gehört zum Kanton Le Pont-de-Beauvoisin im Arrondissement Chambéry und ist Mitglied im Gemeindeverband Val Guiers.

## Geographie

### Lage
Verel-de-Montbel liegt am Westrand des Départements auf 410 m, etwa 15 km westlich der Präfektur Chambéry, 72 km
ostsüdöstlich von Lyon und 41 km nördlich der Stadt Grenoble (Luftlinie). Nachbargemeinden von Verel-de-Montbel sind Rochefort im Norden, Ayn und Dullin im Osten, La Bridoire und Domessin im Süden sowie Belmont-Tramonet und Avressieux im Westen.

### Topographie
Die Fläche des 3,74 km² großen Gemeindegebiets umfasst einen Abschnitt des Avant-Pays savoyard, des von sanften Erhebungen geprägten savoyischen Vorlandes zwischen dem Grenzfluss Guiers und dem Südende der Hauptantiklinalen des Jura. Den Ostrand der Gemeinde bildet eine in Nord-Süd-Richtung verlaufende, etwa 200 m aufragende Geländestufe, die die Talböden von Rhone und Guiers von der Hochebene trennt, die der Lac d’Aiguebelette östlich der Gemeinde einnimmt. Die Geländestufe ist fast durchgängig von senkrecht aufragenden Felswänden geprägt. Der Bach Tier markiert die Südgrenze der Gemeinde und entwässert zum Guiers hin. Das dreieckig geformte Gemeindegebiet steigt vom Tier zur Geländestufe hin über ein unregelmäßiges Relief an und wird größtenteils landwirtschaftlich genutzt. Waldstücke machen etwa 16 % der Fläche aus.

### Gemeindegliederung

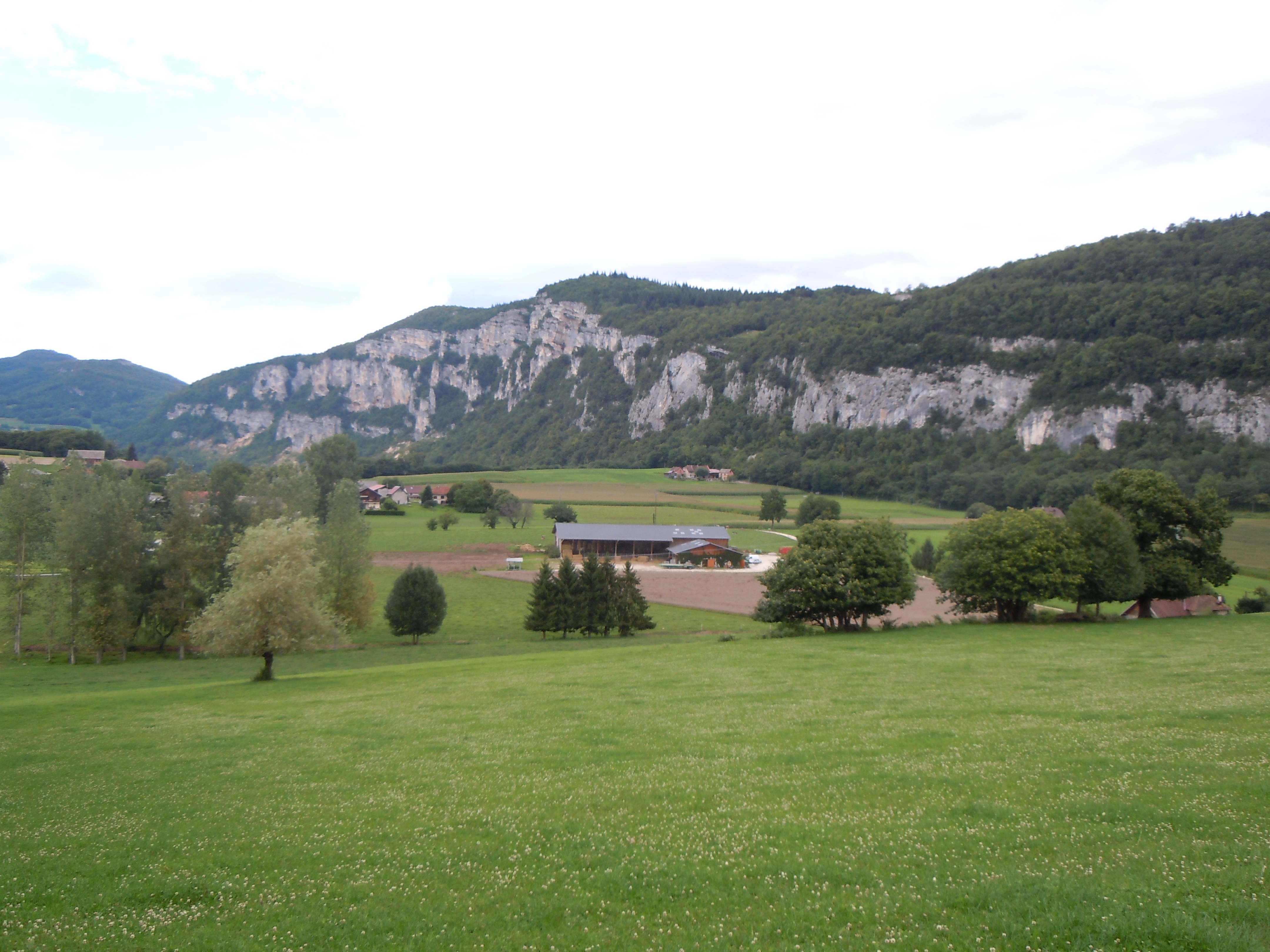
Weiler L’Étang

Zu Verel-de-Montbel gehören neben dem eigentlichen Ortskern auch mehrere Weilersiedlungen und Gehöfte, darunter:
- L’Étang (407 m) im Norden,
- Bajat (331 m) im Westen.

## Geschichte
Das Dorf und seine Pfarrei wurden im Hochmittelalter erstmals im Jahr 1142 als Ecclesia de Sancto Johanne de Verello erwähnt. Der Zusatz „de Montbel“ erschien im 17. und 18. Jahrhundert als Verellum de Montebello, Verel-de-Mont-Bel und Verel Montbel en-Savoie. Im Mittelalter unter der Oberhoheit von Savoyen-Piemont und bis zur Französischen Revolution war Verel-de-Montbel der Mittelpunkt einer kleinen Herrschaft, zu der neben Verel die Nachbardörfer Dullin, La Bridoire und Le Pont-de-Beauvoisin gehörten. Die Herrschaft wurde 1654 zum Marquisat erhoben.

## Sehenswürdigkeiten
Die Dorfkirche Saint-Jean-Baptiste stammt aus dem 19. Jahrhundert. Im Weiler Bajat finden sich die für das Guiers-Tal typischen Stampflehmhäuser. Zu den Natursehenswürdigkeiten gehören die Felsformationen in der Geländestufe zwischen dem Col de la Crusille und dem Col du Blanchet, ein Naturschutzgebiet unter dem Natura-2000-Netzwerk.

## Bevölkerung
| Jahr                       | 1962 | 1968 | 1975 | 1982 | 1990 | 1999 | 2006 | 2011 |
| Einwohner                  | 196  | 186  | 164  | 161  | 177  | 228  | 277  | 296  |
| Quellen: Cassini und INSEE |      |      |      |      |      |      |      |      |

Mit 339 Einwohnern (Stand 1. Januar 2022) gehört Verel-de-Montbel zu den kleinen Gemeinden des Département Savoie. Nachdem die Einwohnerzahl während des 19. und 20. Jahrhunderts rückläufig war (1861 wurden noch 522 Einwohner gezählt), wurde seit etwa 1990 wieder eine deutliche Bevölkerungszunahme verzeichnet. Die Ortsbewohner von Verel-de-Montbel heißen auf Französisch Veroillot(e)s.

## Wirtschaft und Infrastruktur
Verel-de-Montbel ist bis heute ein vorwiegend durch die Landwirtschaft geprägtes Dorf, das allem auf Milchproduktion ausgerichtet ist. Daneben gibt es noch einige wenige Betriebe des lokalen Kleingewerbes. Mittlerweile hat sich das Dorf auch zu einer Wohngemeinde entwickelt. Viele Erwerbstätige sind Wegpendler, die in den größeren Ortschaften der Umgebung und der benachbarten Départements ihrer Arbeit nachgehen.
Die Ortschaft liegt abseits der größeren Durchgangsstraßen und ist über Nebenstraßen mit den Nachbarorten verbunden. Eine Departementsstraße führt von Le Pont-de-Beauvoisin nach Novalaise und erklimmt dabei die Geländestufe in mehreren Serpentinen zur Passverbindung Col du Blanchet. Die A43 teilt das Gemeindegebiet in zwei Hälften und passiert das Dorf zwar in direkter Nähe, die nächste Anschlussstelle befindet sich jedoch in rund acht Kilometer Entfernung bei Belmont-Tramonet. Als Flughäfen in der Region kommen Lyon-St-Exupéry (Entfernung 68 km) und Chambéry-Savoie (28 km) in Frage.